# كلة كلة عليا (مقاطعة دلفان)
كلة كلة عليا (بالفارسية: کله کله علیا) هي قرية تقع في قسم ايتيوند الشمالي الريفي (مقاطعة دلفان) في إيران. يقدر عدد سكانها بـ 20 نسمة بحسب إحصاء 2016.